# An Acapella Christmas
An Acapella Christmas è un album del gruppo vocale statunitense The Manhattan Transfer, pubblicato nel 2004 dalla King Records per il mercato giapponese e poi riproposto per quello americano dalla Rhino Records nell'ottobre del 2006.

## Il disco
Come intuibile dal titolo, il disco è una raccolta di brani natalizi interpretati a cappella. I Manhattan Transfer avevano già realizzato un album di canzoni dedicate al Natale nel 1992.

## Tracce
1. Jingle Bells – 3:40
2. White Christmas – 4:18
3. Christmas Time Is Here – 5:13
4. Good King Wenceslas – 1:56
5. Toyland – 4:54
6. My Grown Up Christmas List – 4:18
7. Merry Christmas Baby – 3:17
8. I'll Be Home for Christmas – 3:39
9. Christmas Is Coming – 1:49
10. Winter Wonderland – 2:46

## Formazione
- The Manhattan Transfer - voce
  - Cheryl Bentyne
  - Tim Hauser
  - Alan Paul
  - Janis Siegel

## Edizioni
- 2004 – CD, King Records KICJ 480, Giappone
- 2006 – CD, Rhino Records WEA 74739, Stati Uniti d'America